# Bryomima dilutior
Bryomima dilutior är en fjärilsart som beskrevs av Leo Schwingenschuss 1937. Bryomima dilutior ingår i släktet Bryomima och familjen nattflyn. Inga underarter finns listade i Catalogue of Life.